# (34286) 2000 QF147
2000 QF147 (asteroide 34286) é um asteroide da cintura principal. Possui uma excentricidade de 0.18330400 e uma inclinação de 13.99827º.
Este asteroide foi descoberto no dia 31 de agosto de 2000 por LINEAR em Socorro.